# Härkingen
Witterswil é uma comuna da Suíça, situada no distrito de Gäu, no cantão de Soleura. Tem 5,57 km² de área e sua população em 2018 foi estimada em 1.644 habitantes.